# مسافرت

نماد یک مسافر

مسافرت (به فارسی: ایورز) (به عربی: سَفَر) به جابه‌جایی انسان از محلی به محلی دیگر به هر منظوری یا هر مدت زمانی گفته می‌شود. این جابه‌جایی می‌تواند با وسیله یا بدون هیچ وسیلهٔ حمل و نقلی صورت بگیرد.

## تاریخچه
قدمت سفر به دوران باستان بازمی‌گردد، جایی که یونانیان و رومی‌های ثروتمند برای تفریح به خانه‌های تابستانی و ویلاهای خود در شهرهایی مانند پمپئی و بای سفر می‌کردند.

## وسایل نقلیه
مسافرت در حال حاضر با دوچرخه، موتورسیکلت، خودرو، هواپیما، قطار، کشتی (قایق) یا دیگر وسایل نقلیه انجام می‌شود. مسافرت کردن در سنین جوانی یک تجربه به یاد ماندنی است.

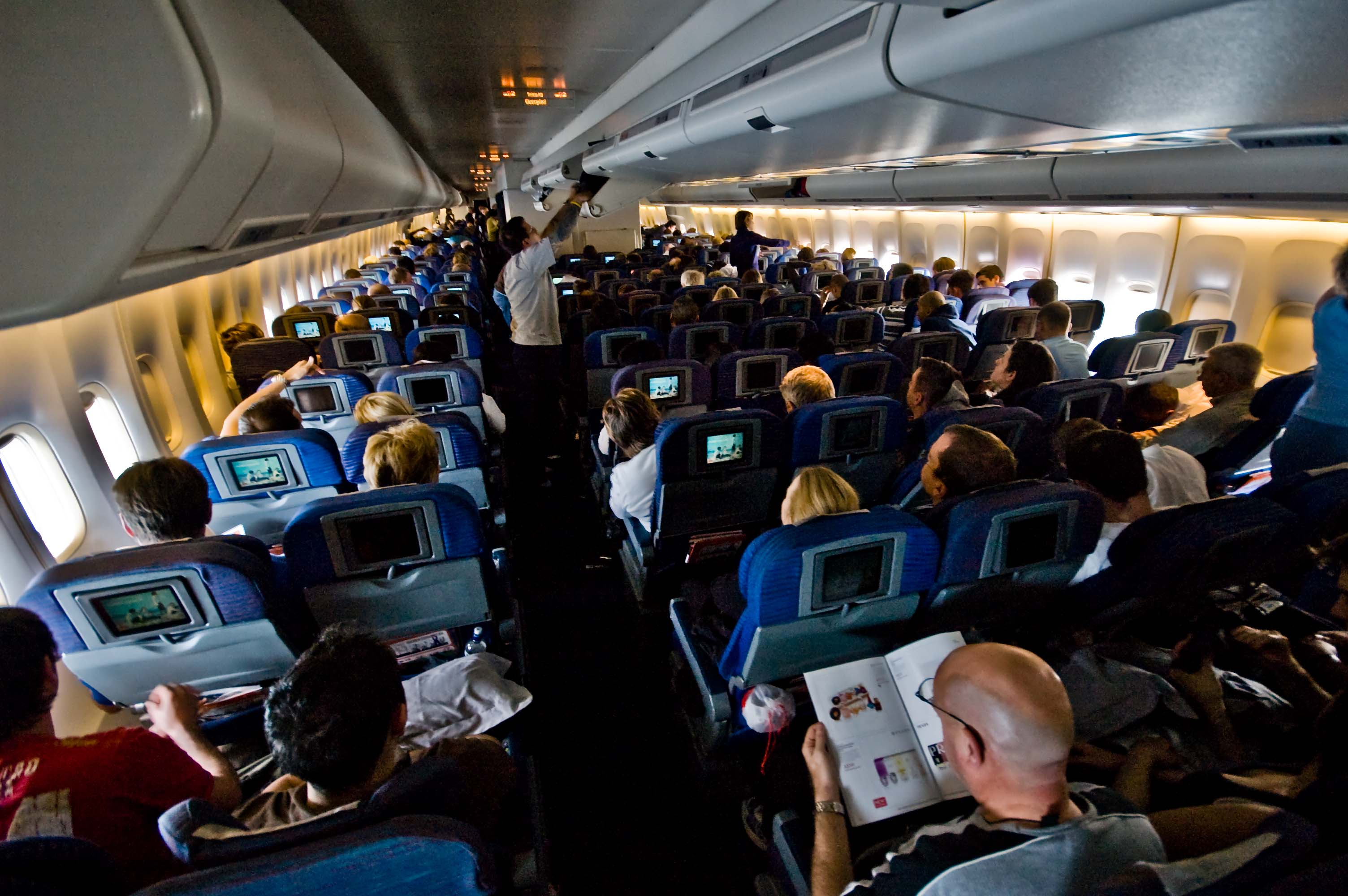
مسافرت با هواپیما یکی از رایج‌ترین روش‌های سفر است.
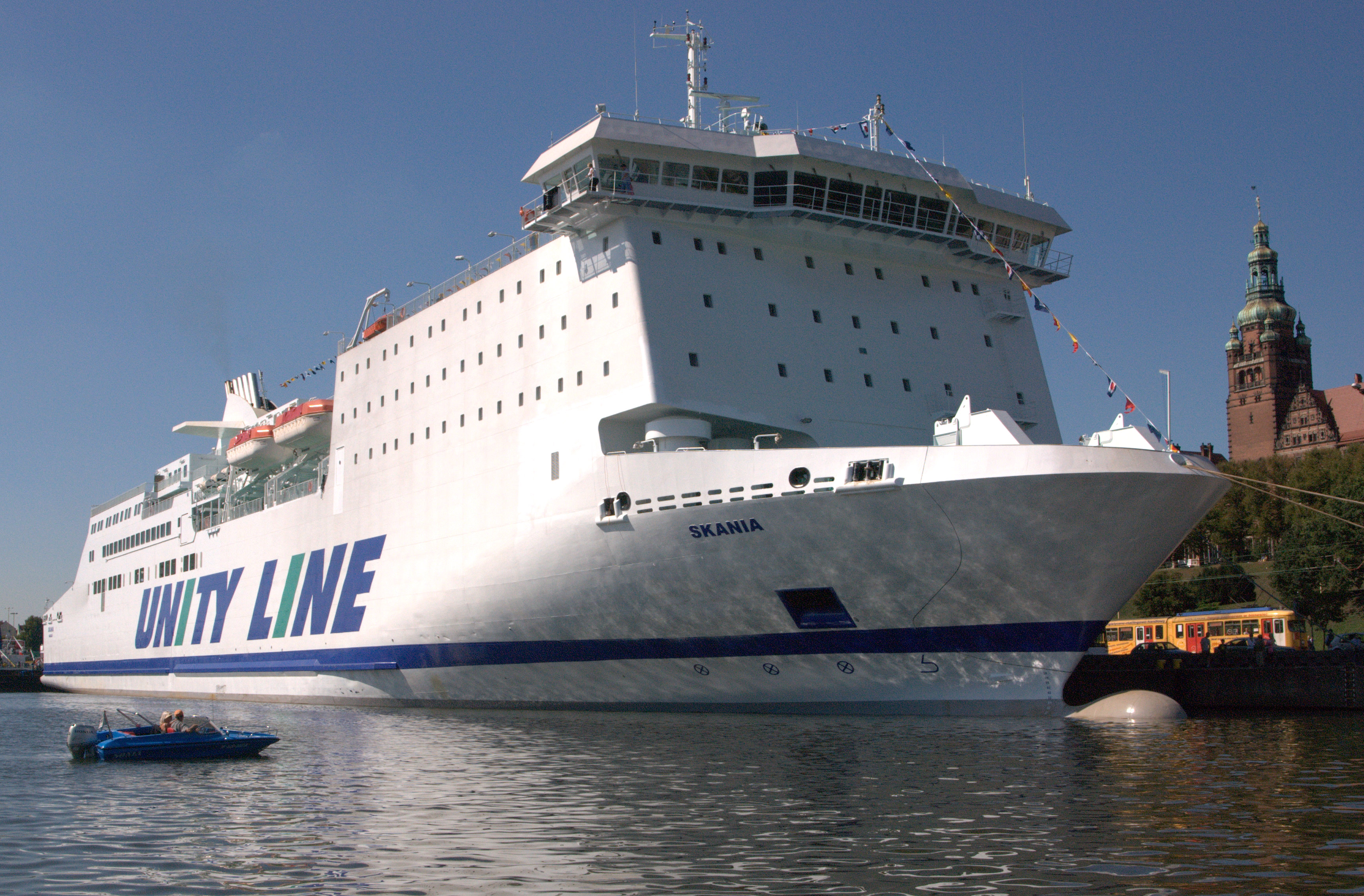
تصویری از ام‌اس اسکانیا؛ مسافرت با کشتی یکی از روش‌های سفر است.
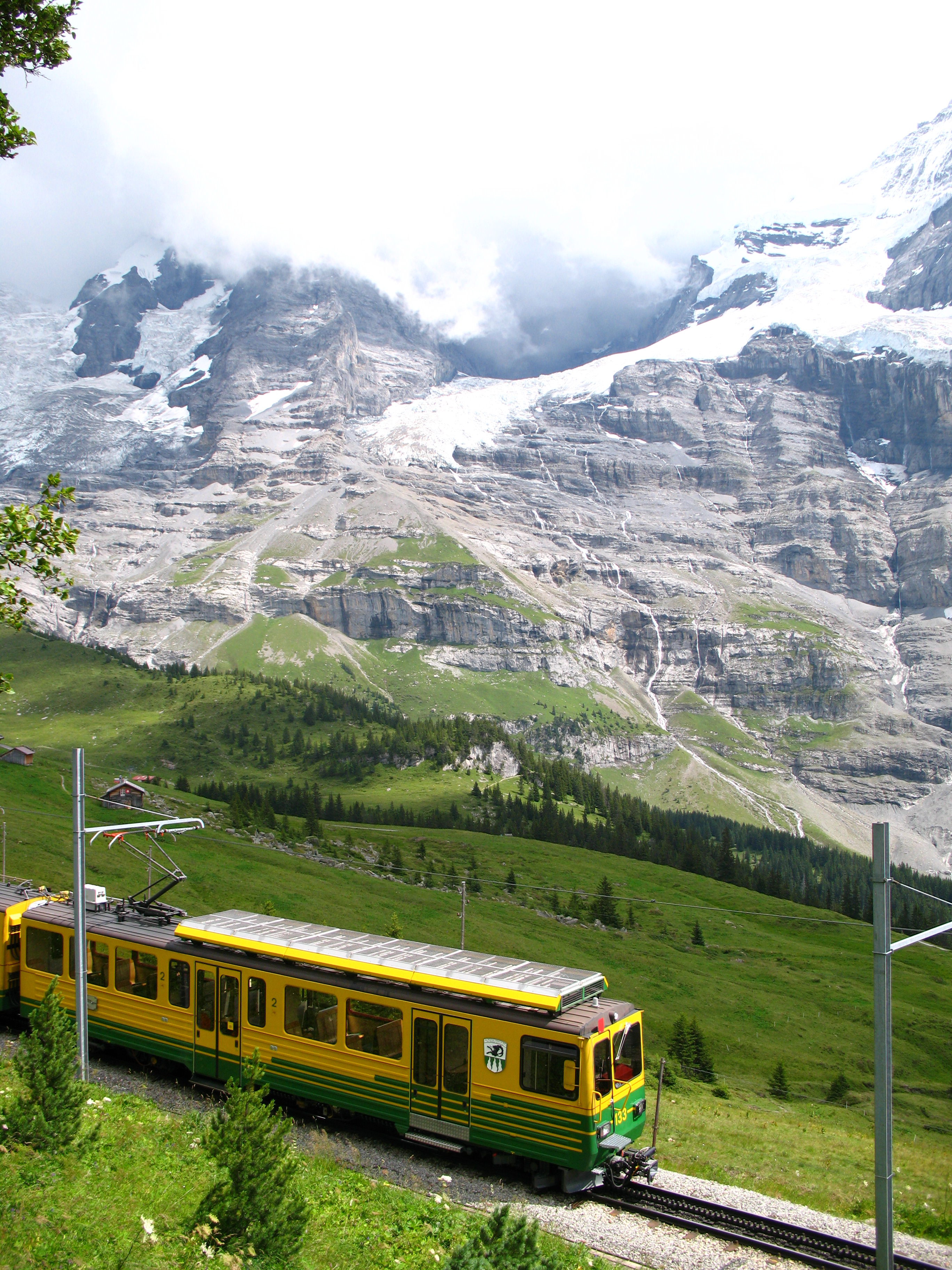
سفر با قطار از نظر زیست‌محیطی نسبت به خودرو شخصی بهتر است.
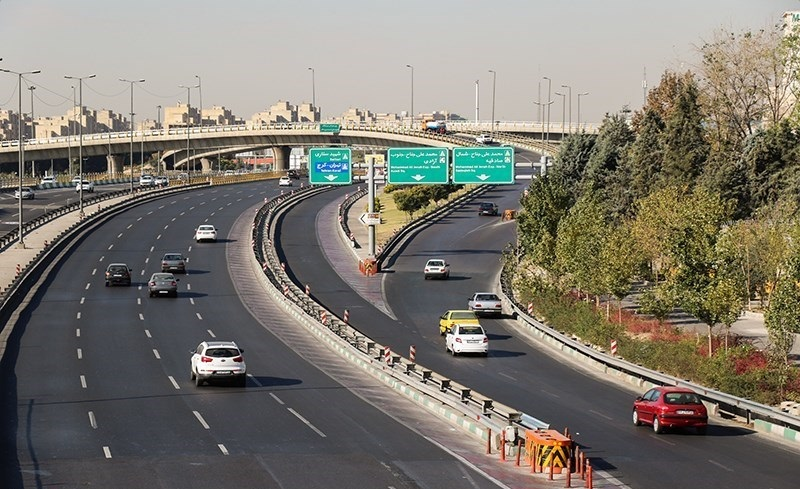
مسافرت با خودروی شخصی
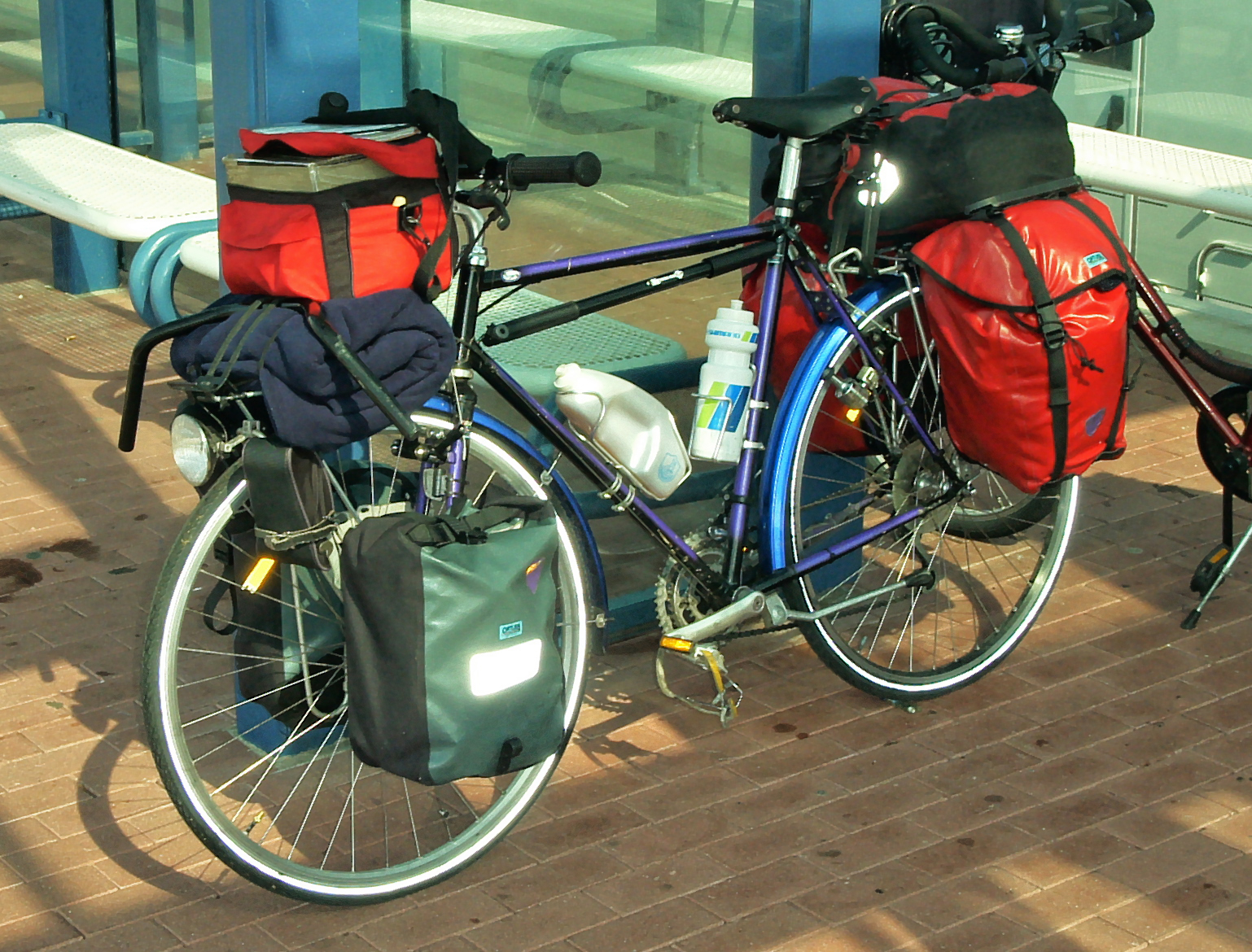
مسافرت با دوچرخه (تور دوچرخه)

## دلایل
علل سفر شامل تفریح، گردشگری، سفر تحقیقاتی، بازدید از نحوه زندگی مردم یک ناحیه، سفر داوطلبانه برای خیریه، مهاجرت برای زندگی در جایی دیگر، سفر برای مراقبت بهداشتی و سفرهای مأموریتی (سفر تجاری) است.
انگیزه‌های سفر عبارتند از:
- لذت
- آرامش
- کشف و اکتشاف
- شناخت سایر فرهنگ‌ها و ملل

## کلمه سفر
سفر کردن به معنی از محل خود به جایی دیگر رفتن است. سفر در عرفان به معنی توجه دل به خداست.

## سلامت روان و سفر
سفر می‌تواند با کاهش استرس، کاهش علائم اضطراب و افسردگی و افزایش کلی شادی و رضایت از زندگی، تأثیر مثبتی بر سلامت روانی داشته باشد.
درگیر شدن در سفر به افراد این امکان را می دهد که از مناطق آسایش خود خارج شوند، فرهنگ های جدید را تجربه کنند و با افراد مختلف تعامل داشته باشند که منجر به رشد شخصی، افزایش اعتماد به نفس و افزایش ارتباطات اجتماعی می شود.
علاوه بر این، سفر می‌تواند خلاقیت، انعطاف‌پذیری شناختی و مهارت‌های حل مسئله را با قرار دادن افراد در معرض تجربیات و فرهنگ‌های مختلف افزایش دهد.
تاب آوری سفر و مسافرت مفاهیم به هم پیوسته ای هستند برای افراد مبتلا به بیماری روانی، مسافرت می‌تواند چالش‌های منحصربه‌فردی ایجاد کند، مسافرت می‌تواند تجربیات مثبتی را ارائه دهد. در حالی که تحقیقات در مورد مزایای سفر تفریحی برای افراد مبتلا به بیماری روانی محدود است و در این زمینه شکاف تحقیقاتی وجود دارد.
با این حال برخی از مطالعات نشان می‌دهند که درگیر شدن در سفر می‌تواند اثرات مثبتی مانند حفظ تماس یا توسعه تعاملات اجتماعی، توسعه مهارت‌های زبان خارجی و غنی‌سازی زندگی با خاطرات ارزشمند داشته باشد.
به طور خلاصه، سفر به عنوان یک ابزار ارزشمند برای ارتقای رفاه ذهنی، تقویت رشد شخصی، تقویت ارتباطات اجتماعی و افزایش شادی شناخته شده است.سفر از طریق مکانیسم های مختلف به میزان قابل توجهی به انعطاف پذیری ذهنی کمک می کند. مسافرت به افراد کمک می‌کند تا با مواجهه با مشکلات در محیط‌های ناآشنا، از نظر ذهنی سخت‌تر شوند که این خود منجر به افزایش انعطاف‌پذیری و تاب آوری ، صبر و قدرت عاطفی می‌شود.

## سفر در احکام اسلامی
در فقه اسلامی برای سفر احکامی را برشمرده‌ اند. مانند این که نمازهای چهار رکعتیِ مسافر به صورت شکسته اقامه می‌شود. یعنی به جای چهار رکعت، دو رکعت می‌خواند؛ یا اینکه برخی از سفرها حرام شمرده می‌شود که احکام خود را پیدا می‌کنند. مانند سفری که برای انجام کار گناه و ممنوع در شریعت انجام پذیرد؛ یا سفری که برای انسان ضرر داشته باشد.
از میان سفرهایی که برای انسان ضرر دارد، چند سفر استثنا شده‌است. از جمله سفر برای زیارت حسین بن علی امام سوم شیعیان که طبق نقل‌های تاریخی، اغلب با خطر مواجه بوده‌ است.